# Melanagromyza chitariensis
Melanagromyza chitariensis este o specie de muște din genul Melanagromyza, familia Agromyzidae, descrisă de Spencer în anul 1983.
Este endemică în Costa Rica. Conform Catalogue of Life specia Melanagromyza chitariensis nu are subspecii cunoscute.